# Люпиновые бобы

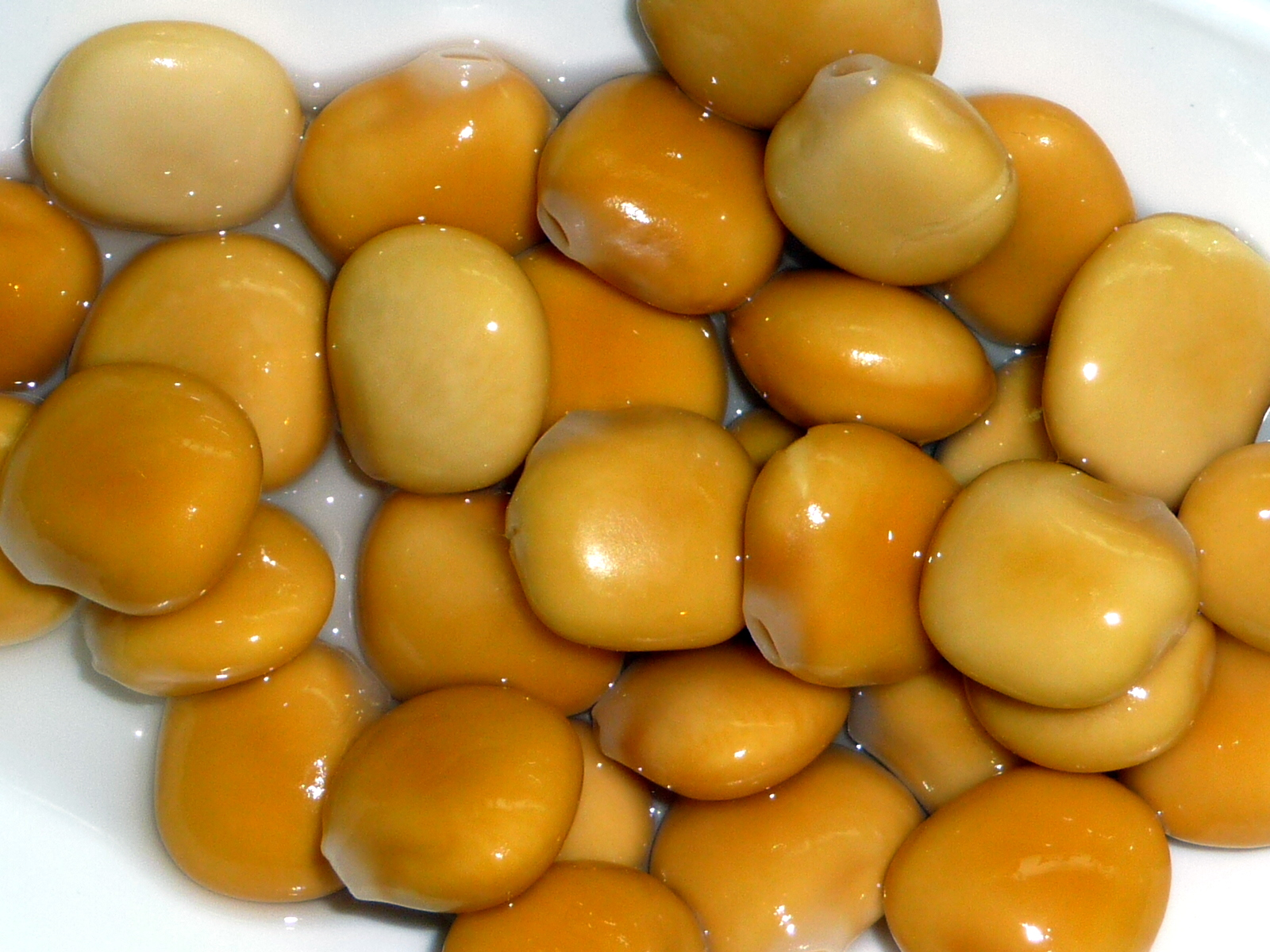
Трамуссы (маринованные бобы белого люпина).

Люпиновые бобы («волчьи бобы», во французской кухне — трамусс, в Израиле — турмус) представляют собой варёные и маринованные бобовые плоды люпина белого (Lupinus albus L.). Их обычно употребляют в пищу в ряде стран Средиземноморского бассейна (Испания, Португалия, Италия, Северная Африка и др.) в качестве сопровождения к аперитиву. В кухне франкоалжирцев они входят в состав kemia (пикантных закусок, подаваемых с аперитивом). Их можно есть как с кожурой, так и без кожуры.

## Название
Во французской кухне блюдо известно под названием «трамус» женского рода. Слово происходит от испанского слова altramuz, что означает люпин, которое в свою очередь восходит к арабскому الترمس. Родственные слова с тем же значением — трамус в каталонском языке и тремосу в португальском.

## Приготовление и проблема токсичности
Высушенные бобы люпина замачивают на сутки, варят в воде (без соли) 3 часа, затем маринуют в рассоле в течение 4-5 дней, меняя воду два раза в день, до тех пор, пока они не утратят горький вкус. Соль добавляют незадолго до употребления.
Такая сложная обработка необходима для устранения токсичных алкалоидов, в частности люпинина и спартеина, которые встречаются в природе в бобах люпина и растворимы в воде, причем горький вкус связан с присутствием этих алкалоидов. Однако само по себе исчезновение горького вкуса ещё не свидетельствует о безопасности употребления, так как небольшая доля алкалоидов остаётся и после этого — поэтому рассол для люпиновых бобов и сменяют несколько раз.
Немецкий селекционер Рейнгольд фон Зенгбуш вывел «сладкий люпин» — разновидность с пониженным содержанием токсичных алкалоидов. Тем не менее, сорта «сладкого люпина» в основном используются в кормовых целях.
В Израиле и в арабских странах люпиновые бобы после отваривания высушивают, и едят наподобие других сушёных закусок (семечки, нут и т. п.).